# Урсин (антипапа)
Вижте пояснителната страница за други личности с името Урсицин.
Урсин или Урсицин (на латински: Ursinus, Ursicinus; † сл. 384) e антипапа на Рим от 366 до 367 г.

## Биография
Когато на 4 септември 366 г. папа Либерий умира се стига до двоен избор на папа. Привържениците на Либерий и плебеите избират през 366 г. Урсин за папа, а привържениците на Феликс II (антипапа 355 – 358; † 22 ноември 365) и римските патриции избират Дамас I. Стига се до големи улични битки и градският префект Ветий Агорий Претекстат прогонва Урсин и привържениците му от Рим.
След една година император Валентиниан I им позволява да се върнат обратно в Рим с обещанието да се държат мирно с другата фракция. Боевете обаче скоро след това продължават и Урсин е заточен в Галия (16 ноември 367). Неговите привърженици се оттеглят в Северна Италия. Когато през декември 384 г. папа Дамас I умира, Урсин кандидатства отново за папския трон, но е избран Сириций.